# Городниця (Уманський район)
Горо́дниця — село в Україні, в Уманському районі Черкаської області.

## Історія
На території села виявлено залишки трипілського та черняхівської поселень. 
В книзі 1895 року, автором якої є В.Б.Антонович, яка має назву "Археологічна мапа Київської губернії"  зазначено, що в селі є група з 53 курганів, один з них в 7 сажнів висотою, який має назву Пояс. В 1843 році поміщик граф Мощинський почав його розкопувати, але не закінчив розкопки. На березі річки є два камені на яких висічені: хрест та підкова. В 1881 році знайдено 20 монет: 18 польських (1666 — 1688) і дві руські (1745-1751). 
В книзі Похилевича 1864 року "Сказання про населені місцевості Київської губернії" вказано, що Городниця село при річці Ятрані між селами Рижавкою і Ладижинкою. Загалом мешканців 1086; землі 2494 десятин. Городниця належала: до Уманського маєтку Потоцьких, Шолайському, Мощенським. Від Йосипа Мощенського  купив його Агафон Яржембський, після смерті якого 1854 року Городниця належить його дочкам Розалії Позюмській та Устині Яржембській. З древнощів Городниці примітні могили і 2 стародавніх каменя, з яких на одному висічений хрест, а на іншому кінська підкова; також витікаюче зі скелі джерело, до якого в давні часи з церкви вирушали у великі свята хрестові походи. Камені та джерело тепер покриті водою із-за підняття плотини. Мешканці також багато говорять про підземелля зі скарбами і про древні розбої, які панували в цих колись вкритих лісовищем місцях. Церква дерев'яна во ім'я великомученика Дмитрія з кам'яним дзвонарем, збудована невідомо коли. По штатах причислена до 5 класу, а землі має 41 десятину. 
Під час Голодомору 1932—1933 років, тільки за офіційними даними, від голоду померло 139 мешканців села.

## Населення
За даними перепису 2001 року в селі мешкало 1140 осіб.

### Мовний склад
Рідна мова населення за даними перепису 2001 року:
| Мова       | Чисельність, осіб | Доля     |
| ---------- | ----------------- | -------- |
| Українська | 1 116             | 97,90 %  |
| Молдовська | 12                | 1,05 %   |
| Інше       | 12                | 1,05 %   |
| Разом      | 1 140             | 100,00 % |

## Відомі люди
Уродженцем села є Вічкань Михайло Борисович (* 1961) — полковник медичної служби Збройних сил України, учасник російсько-української війни.